# Litoria jeudii
Litoria jeudii är en groddjursart som först beskrevs av Werner 1901.  Litoria jeudii ingår i släktet Litoria och familjen lövgrodor. IUCN kategoriserar arten globalt som otillräckligt studerad. Inga underarter finns listade i Catalogue of Life.